# رود إليس
رود إليس (بالإنجليزية: Rod Ellis)‏ هو لغوي نيوزيلندي، ولد في 1940.